# Наундорф (Добершау-Гаусиг)
Наундорф или Нова-Вес (нем. Naundorf; в.-луж. Nowa Wjes) — деревня в Верхней Лужице, Германия. Входит в состав коммуны Добершау-Гаусиг района Баутцен в земле Саксония. Подчиняется административному округу Дрезден.

## География
Граничит с деревнями Косарня (Kosarnja, Cossern) на севере, Гуска (Huska, Gaußig) на северо-востоке, Демяны (Demjany, Diehmen) на востоке, Вязоньца (Wjazońca, Neukirch) на юге и Трехов (Trjechow, Tröbigau) на западе.
Деревня не входит в состав культурно-территориальной автономии «Лужицкая поселенческая область».

## История
Впервые упоминается в 1466 году под наименованием Навиндорф (Nawindorff).
С 1936 по 1994 года деревня входила в состав коммуны Коссерн. С 1994 по 1999 года — в состав коммуны Гаусиг. С 1999 года входит в состав коммуны Добершау-Гаусиг.

## Население
Согласно статистическому сочинению «Dodawki k statisticy a etnografiji łužickich Serbow» Арношта Муки в 1884 году проживало 354 человека (из них — 125 серболужичан (35 %)).
Лужицкий демограф Арношт Черник в своём сочинении «Die Entwicklung der sorbischen Bevölkerung» указывает, что в 1956 году при общей численности население 749 человек серболужицкое население деревни составляло 2,7 % (из них верхнелужицким языком активно владело 5 человек, 2 — пассивно и трое несовершеннолетних владели языком).
Официальным языком в населённом пункте, помимо немецкого, является также верхнелужицкий язык.
| 1834 | 1871 | 1890 | 1910 | 1925 | 1939 | 1946 | 1950 | 1964 | 1990 | 2011 |
| ---- | ---- | ---- | ---- | ---- | ---- | ---- | ---- | ---- | ---- | ---- |
| 241  | 325  | 348  | 436  | 398  | 686  | 785  | 764  | 645  | 507  | 363  |